# Парне (село)
Парне́ — село в Україні, у Роздорській селищній територіальній громаді Синельниківського району Дніпропетровської області. Населення — 102 особи (2001). 

## Історія
До 2016 року орган місцевого самоврядування — Старовишневецька сільська рада.
12 червня 2020 року, відповідно до розпорядження Кабінету Міністрів України № 709-р від «Про визначення адміністративних центрів та затвердження територій територіальних громад Дніпропетровської області», увійшло до складу Роздорської селищної територіальної громади.
19 липня 2020 року, в результаті адміністративно-територіальної реформи та ліквідації   Синельниківського (1923—2020) району, село увійшло до складу новоутвореного Синельниківського району.

## Географія
Село Парне розташоване  за 2 км від районного центру та 1 км від селища Вишневецьке. Селом тече річка Балка Парна. Найближча залізнична станція — Вишнівецьке (за 2 км), поблизу села розташовані пасажирські зупинні пункти 239 км та Платформа 242 км на залізничній лінії Синельникове II — Чаплине.